# Tomáš Pospíchal
Tomáš Pospíchal (26. června 1936 Pudlov, dnes část Bohumína – 21. října 2003 Praha) byl jako úspěšný československý fotbalový útočník držitelem stříbrné medaile z mistrovství světa v Chile 1962 a jako trenér následně získal s týmem Bohemians Praha v roce 1983 pro tento klub dosud jediný prvoligový titul. V roce 1996 mu byla udělena Cena Václava Jíry za dlouhodobý přínos českému fotbalu. Připisuje se mu známý výrok: „Fotbal nemá logiku.“

## Fotbalová kariéra
Pospíchal se věnoval fotbalu od útlého dětství, přestože ho v tomto jeho počínání brzdilo navštěvování hodin houslí, kam ho nutil chodit především otec. Nejprve nastupoval za kluby v Přerově, ale po přestěhování rodiny hrál v Telči jako žák základní školy v útoku již za mužstvo mužů krajský přebor. Po roce ovšem odešel do učení zpět na sever Moravy a na podzim roku 1951 se poprvé objevil v Baníku Ostrava, který tehdy podobně jako jiné kluby procházel různorodou obměnou názvů. Za další rok byl nucen přestoupit do týmu Vítkovic, protože ten spadal pod školy, kde studoval. Zde již jako šestnáctiletý hrál oficiálně na zvláštní povolení druhou ligu.
Vojenská léta strávil Pospíchal v dresu Tankisty Praha a Dukly Pardubice. Po vojně se v roce 1957 nevrátil do stále druholigových Vítkovic, ale přestoupil opět do ostravského Baníku, jehož dres pak oblékal 7 let. Dosáhl v něm během této doby v první lize jednou na 3. místo, ale na největší ligový úspěch si musel počkat. První titul získal až v roce 1965 se Spartou Praha. Jeho zisk si zopakoval tamtéž ještě o dva roky později. Na mezinárodní klubové scéně se tehdy také dvakrát dostal se Spartou do čtvrtfinále PMEZ (nepochopitelné vypadnutí s Partizanem Bělehrad a o dva roky později duely s Realem Madrid). Na sklonku roku 1968 odešel uzavřít hráčskou kariéru do francouzského klubu FC Rouen, ve kterém vydržel 3 roky, i když klub pro finanční problémy sestoupil do druhé ligy. V československé první lize odehrál 239 zápasů, v nichž vstřelil 70 gólů.
Reprezentační debut si Pospíchal odbyl již v roce 1956 v utkání proti Brazílii, avšak mnohem významnější duel proti tomuto soupeři odehrál o šest let později. O postup na mistrovství světa v Chile se zasloužil rozdílovým gólem, který vstřelil v prodloužení rozhodujícího třetího přidaného utkání se Skotskem. Na samotném mistrovství pak sice nenastupoval k utkáním v základní skupině, ale od čtvrtfinále bylo vše jinak. V prohraném finále s Brazílií se blýskl přihrávkou („českou uličkou“), kterou vyzval Josefa Masopusta, aby otevřel skóre. Nominován byl ještě v roce 1967, ale zranění třísel způsobilo, že jeho reprezentační kariéra se uzavřela dvěma starty v neúspěšné kvalifikaci na mistrovství světa v Anglii na 26 startech a 8 gólech.

## Ligová bilance
| Ročník                                     | Zápasy | Góly | Klub            |
| ------------------------------------------ | ------ | ---- | --------------- |
| Přebor československé republiky 1955       | 3      | 2    | Tankista Praha  |
| 1. československá fotbalová liga 1957/1958 | 15     | 2    | Dukla Pardubice |
| 1. československá fotbalová liga 1957/1958 | 13     | 5    | Baník Ostrava   |
| 1. československá fotbalová liga 1958/1959 | 26     | 6    | Baník Ostrava   |
| 1. československá fotbalová liga 1959/1960 | 19     | 7    | Baník Ostrava   |
| 1. československá fotbalová liga 1960/1961 | 26     | 9    | Baník Ostrava   |
| 1. československá fotbalová liga 1961/1962 | 21     | 6    | Baník Ostrava   |
| 1. československá fotbalová liga 1962/1963 | 23     | 8    | Baník Ostrava   |
| 1. československá fotbalová liga 1963/1964 | 23     | 12   | Baník Ostrava   |
| 1. československá fotbalová liga 1964/1965 | 13     | 5    | Baník Ostrava   |
| 1. československá fotbalová liga 1964/1965 | 13     | 1    | Sparta Praha    |
| 1. československá fotbalová liga 1965/1966 | 13     | 4    | Sparta Praha    |
| 1. československá fotbalová liga 1966/1967 | 18     | 2    | Sparta Praha    |
| 1. československá fotbalová liga 1967/1968 | 14     | 1    | Sparta Praha    |
| CELKEM 1. československá liga              | 240    | 70   |                 |

## Trenérská kariéra
Trénovat se Pospíchal nejdříve nijak cílevědomě nechystal, i když již v Rouenu se postupně stal úspěšným hrajícím trenérem. V domácích podmínkách začínal jako trenér v Břevnově, kde na divizní mužstvo aplikoval ligové metody. Vzorů měl nad sebou během hráčské kariéry dostatek. Ve Vítkovicích a Ostravě ho trénoval náročný Jaroslav Vejvoda. Během vojny zažil stříbrného z mistrovství světa v Itálii 1934 Štefana Čambala. Šampionát v Chile absolvoval pod skvělým psychologickým vedením trenéra Rudolfa Vytlačila. V nově tvořeném týmu Sparty mu dal prostor již ve svých počátcích úspěšný Václav Ježek.
První ligové zkušenosti na trenérském postu získával Pospíchal od října 1972 v Ostravě, kde přivedl Baník během jediného roku k vítězství v Českém a posléze i Československém poháru, přestože teprve studoval nejvyšší trenérskou třídu. Na jaře roku 1975 Baník prošel třemi koly až do čtvrtfinále Poháru UEFA, ale trenér přesto zamířil od nové sezóny do Plzně. Mužstvo zde omladil a přivedl do něj technicky mimořádně nadaného záložníka Jana Bergra. Po změně vedení oddílu Pospíchal přešel v roce 1977 do Prahy k tamním Bohemians. Mužstvo, ve kterém se v daném období objevili Antonín Panenka, Karol Dobiaš, Přemysl Bičovský, brankáři Vladimír Borovička, Zdeněk Hruška a další, pod jeho vedením ročník od ročníku postupně stoupalo v konečné tabulce vzhůru. Vše vyvrcholilo v roce 1983 ziskem titulu mistra ligy a postupem do semifinále Poháru UEFA proti Anderlechtu Brusel. Hráči dříve přehlíženého klubu se rázem stali v drtivé většině reprezentanty. Pospíchal po deseti letech odešel z Bohemians v době, kdy již probíhala aféra úplatkářství a černých fondů.
Přešel v roce 1987 do Slavie Praha, kde ovšem vydržel pro neshody s vedením pouhý rok. Tím se uzavřela i kariéra nesmlouvavého trenéra, který si zakládal na disciplíně a herní systém přizpůsoboval hráčům. Čím více se mužstvu dařilo, tím si dával větší pozor, aby v něm nenastalo nežádoucí uspokojení a klid.
V roce 1996 byl za dlouholetý přínos českému fotbalu odměněn Cenou Václava Jíry.
Pospíchal měl od počátků trenérské praxe problémy se srdcem. Již v létě 1978 ho postihl při přípravném utkání infarkt myokardu. Následně absolvoval dvakrát koronární bypass. I zhoršující se zdravotní stav byl příčinou ukončení trenérské profese. Na konci května 1990 mu byla dokonce provedena transplantace srdce v IKEMu. Na tom původním napočítali doktoři sedmnáct infarktů. Velmi schopný útočník do kombinace a ve svých postupech originální trenér se díky úspěšné operaci dožil 67 let. Až do své smrti byl vyhledávanou a uznávanou autoritou pro glosování fotbalových událostí.